# Hyperophora brasiliensis
Hyperophora brasiliensis är en insektsart som beskrevs av Brunner von Wattenwyl 1878. Hyperophora brasiliensis ingår i släktet Hyperophora och familjen vårtbitare. Inga underarter finns listade i Catalogue of Life.